# ミルキーゴールド
ミルキーゴールド（Milky Gold）とは北海道長万部町の製菓会社青華堂が販売しているプリンである。2009年9月以降に発売された西又葵が描いたマスコットキャラクターのパッケージは「萌えプリン」として売りだされている。

## 概要
元々青華堂が販売している代表的銘菓の1つだったが、2009年9月18日、西又葵によるマスコットキャラクターをパッケージに使用した「萌えプリン」としてリニューアルされ、描きおろしマウスパッドとのセットも限定販売された。

## 製品
原材料の牛乳、砂糖、卵は北海道産が使用されており、180日の常温保存が可能。また、バターのようにパンに塗って食べることもおすすめしている。

## キャラクター
2人のマスコットキャラクターの名前は2009年11月に公募され、12月24日に公募された名前の中から西又葵による選考で名前がそれぞれ「青羽凛々」「華山雪」に決定し公表された。
2011年よりマスコットキャラクターを使用したプロジェクト「萌えプリンMILKY GOLDアイドルプロジェクト」が進められており、アイドルグループ「みるき〜ガールズ」が結成されCDも発売されている。

### マスコットキャラクター
青羽凛々（あおばりり）
青髪の女の子
華山雪（かやまゆき）
茶髪の女の子

### みるき〜ガールズ
みるき〜ガールズ（Milky Girls）はゴールド枠で声優ユニットの井上みゆ（青羽凛々役）と2011年5月1日のDreamPartyで開催された萌えプリンオーディションの最終選考会でグランプリとなり華山雪役に選ばれた東條あやの2人と最終選考会他参加者で結成された育成ユニットであるガールズ枠の7人、公式コスプレイヤー・PR大使の知羽音の合計10人で構成されている。2011年8月3日に音楽CD「ミルキーカフェへようこそ♪」が、9月にはドラマCDが発売された。